# Eugene Hartzell
Eugene Hartzell (* 21. Mai 1932 in Cincinnati/Ohio; † 20. April 2000 in Wien) war ein US-amerikanisch-österreichischer Komponist.
Hartzell studierte 1949 bis 1953 an der Kent State University und 1953 bis 1955 an der School of Music der Yale University Komposition, Musiktheorie, Musikgeschichte, Klavier und Gesang und von 1956 bis 1958 Komposition bei Hans Erich Apostel. Von 1958 bis 1960 absolvierte er seinen Militärdienst als Pianist und Schlagzeuger des 7th US Army Symphony Orchestra in der Bundesrepublik Deutschland. Seit 1960 lebte er als Komponist in Wien, wo er ab 1974 auch als Sprecher und Redakteur des Österreichischen Rundfunks wirkte. 1987 gründete er mit Erik Freitag und René Staar das Ensemble Wiener Collage. 1999 wurde er mit dem Musikpreis der Stadt Wien und der Ehrenmitgliedschaft des Österreichischen Komponistenbundes ausgezeichnet.
Hartzell komponierte neben einer Sinfonie für Streicher, einer Sinfonie für Bläserquintett und Streicher und einer Synopsis einer Sinfonie zahlreiche Werke für kammermusikalische Besetzung und für Soloinstrumente, Psalmvertonungen, Madrigale, Chöre und Lieder.

## Werke
- Monologues, 21 Solostücke für Orchesterinstrumente, 1957–96
- Two Pieces für Orchester, 1962
- Symphony I für Streicher, 1965
- Nine Uncritical Pieces für Klavier, 1968
- Symphony II für Bläserquintett und Streicher, 1968
- Projections for Wind Quintet, 1970
- Synopsis of a Symphony, 1970
- Companion Pieces to a Wind Quintet, 1973
- Psalm 130 für gemischten Chor und Orgel, 1973
- Sinfoniettina für Streicher, 1980
- Four Latin Lyrics für Tenor und Orchester, 1981
- Trio for Violin, Clarinet and Piano, 1982
- Episodes für Violine und Klavier, 1982
- Toccata und Passacaglia für Orgel, 1983
- Variation Allsorts für Kontrabass und Klavier, 1988
- Variations for Chamber Orchestra, 1989
- Gryphius-Lieder, 1991
- Short Takes I und II, 1990
- Nightpiece, 1993
- Kontrabasskonzert, 1994
- Horntrio, 1995
- Kammersymphonie, 1997
- Duo für Violine und Baßklarinette, 1998
- Variations on a Rhythmic Line, 1998
- Wer sagt uns, daß Verbrechen sich nicht lohnt, Kurzoper, 1999